# Kristjan Sikaste
Kristjan Sikaste est un ancien joueur estonien de volley-ball né le 16 janvier 1984 à Võru (Võrumaa). Il mesure 1,99 m et jouait attaquant. Il a été déclaré inapte au sport de haut niveau le 23 septembre 2008 en raison d'une anomalie cardiaque.

## Clubs
| Club             | Pays    | De        | À         |
| ---------------- | ------- | --------- | --------- |
| Selver Tallinn   | Estonie | 2004-2005 | 2004-2005 |
| ESS Falck Pärnu  | Estonie | 2005-2006 | 2005-2006 |
| Selver Tallinn   | Estonie | 2007-2008 | 2007-2008 |
| Rennes Volley 35 | France  | 2008-2009 | 2008-2009 |

## Palmarès
- Championnat d'Estonie (2)
  - Vainqueur : 2005, 2007
  - Finaliste : 2006
- Coupe d'Estonie (3)
  - Vainqueur : 2005, 2007, 2008